# NGC 457

NGC 457

أن جي سي 437 في علم الفلك (بالإنجليزية : NGC 457) ويعرف أيضا بـ كالدويل 13 ، هو تجمع نجمي مفتوح ويرى في كوكبة ذات الكرسي. اكتشف العالم الفلكي الألماني البريطاني وليام هيرشل هذا التجمع النجمي في عام 1787 .
وهو يبعد عنا نحو 7.900 سنة ضوئية . ويقدر عمره بنحو 21 مليون سنة _ أي أنه يعتبر من النجوم الناشئة حديثا بالمقارنة بعمر الكون الذي يبلغ نحو 7و13 مليار سنة .
يسمى هذا التجمع النجمي أحيانا بـ «تجمع إي تي» نسبة إلى الفيلم E.T. the Extra-Terrestrial ، حيث يمكن تخيل نجميه اللامعين، من قدر ظاهري 5 و7 كعيني إي تي. يتكون التجمع النجمي من نحو 150 من النجوم ذات لمعان من 12 - 15 قدر ظاهري.

## اقرأ أيضا
- إن جي سي 7662